# Junge Welt (Freie Deutsche Jugend)

Logo

De Junge Welt was een tijdschrift van de Freie Deutsche Jugend, de jeugdbeweging van de Duitse Democratische Republiek. De Junge Welt werd op 12 februari 1947 in Oost-Berlijn opgericht. De eerste hoofdredacteur was Adolf Buchholz en het verscheen wekelijks bij de uitgeverij Neues Leben. Vanaf 1 januari 1950 verscheen Junge Welt tweemaal per week en vanaf maart 1952 verscheen het als dagblad. De Junge Welt had als ondertitel Organ des Zentralrats der FDJ en had een eigen uitgeverij.
In 1977 bereikte de krant een oplage van 1 miljoen en in 1990 bedroeg de oplage 1,6 miljoen, waarmee de Junge Welt groter was dan de officiële partijkrant Neues Deutschland. De uitgeverij Junge Welt gaf 19 kranten en tijdschriften uit en had een belangrijke taak in de socialistische opvoeding van de DDR-jeugd.
Na de Duitse hereniging werd de Junge Welt geprivatiseerd. Tegenwoordig is de Junge Welt een marxistisch dagblad met een oplage van 18.500.